# Озиль, Месут
Месу́т Ози́ль (нем. Mesut Özil, тур. Mesut Özil, турецкое произношение [meˈsut øˈzil], немецкое произношение [ˈmeːzut ˈøːzil]; род. 15 октября 1988, Гельзенкирхен, ФРГ) — немецкий футболист, атакующий полузащитник. Чемпион мира 2014 года в составе сборной Германии.
В основном играл как атакующий полузащитник, но также мог выступать на позиции вингера. Начал свою карьеру на серьёзном уровне в составе «Шальке 04», клуба из его родного города — Гельзенкирхена. В 2008 году, проведя в составе горняков 39 матчей во всех турнирах и отличившись в них лишь одним забитым мячом, принял предложение о трансфере в бременский «Вердер» за 5 млн евро. На чемпионате мира в 2010 году получил широкую известность, всего в 22 года сыграв важную роль в своей команде на протяжении всего турнира. В этом же году Озиль был номинирован на награду «Золотой мяч», но по итогам голосования занял лишь 13 место. Летом 2010 года за 15 млн евро немец перешёл в испанский клуб «Реал Мадрид». В свой первый же сезон в новой команде Озиль выиграл Кубок Испании, а также стал одним из самых лучших распасовщиков всего чемпионата Испании, на счету немца было 19 голевых передач. В сезоне 2011/12 стал чемпионом Испании и обладателем Суперкубка Испании по футболу.
После окончания сезона 2012/13 контракт Месута выкупил лондонский «Арсенал». В течение своего первого сезона в лондонском клубе Озиль помог завоевать первый трофей «Арсенала» за последние девять лет — Кубок Англии. Позднее c клубом Озиль выиграл этот трофей ещё два раза, а также став обладателем Суперкубка Англии. Был включён в несколько символических сборных по итогам сезона в Англии.
На международном уровне провёл 92 матча за национальную сборную Германии, забил 23 мяча и отдал 40 голевых передач. Пять раз признавался «игроком года» в сборной Германии, что является рекордом. Участвовал в трёх чемпионатах мира, двух чемпионатах Европы. В 2014 году стал чемпионом мира. После чемпионата мира 2018 года Озиль завершил карьеру в сборной, обвинив в дискриминации, расизме и неуважении представителей Немецкого футбольного союза и немецкие СМИ.

## Биография
Является игроком турецкого происхождения. Родился в Гельзенкирхене. Вырос на Борнштрассе, до четырёхлетнего возраста говорил только по-турецки, немецкий же осваивал очень тяжело. Родители родом из турецкого города Зонгулдак. Мать была за то, чтобы Месут выступал за сборную Турции, а отец — за Германию. Свой выбор немецкой сборной Месут объясняет мечтой стать игроком мирового уровня.
Футболом стал заниматься с шести лет в клубе из родного города «Вестфалия-04». Выпускник академии клуба «Шальке 04», с которым Озиль в 2005 году подписал первый контракт.

## Клубная карьера

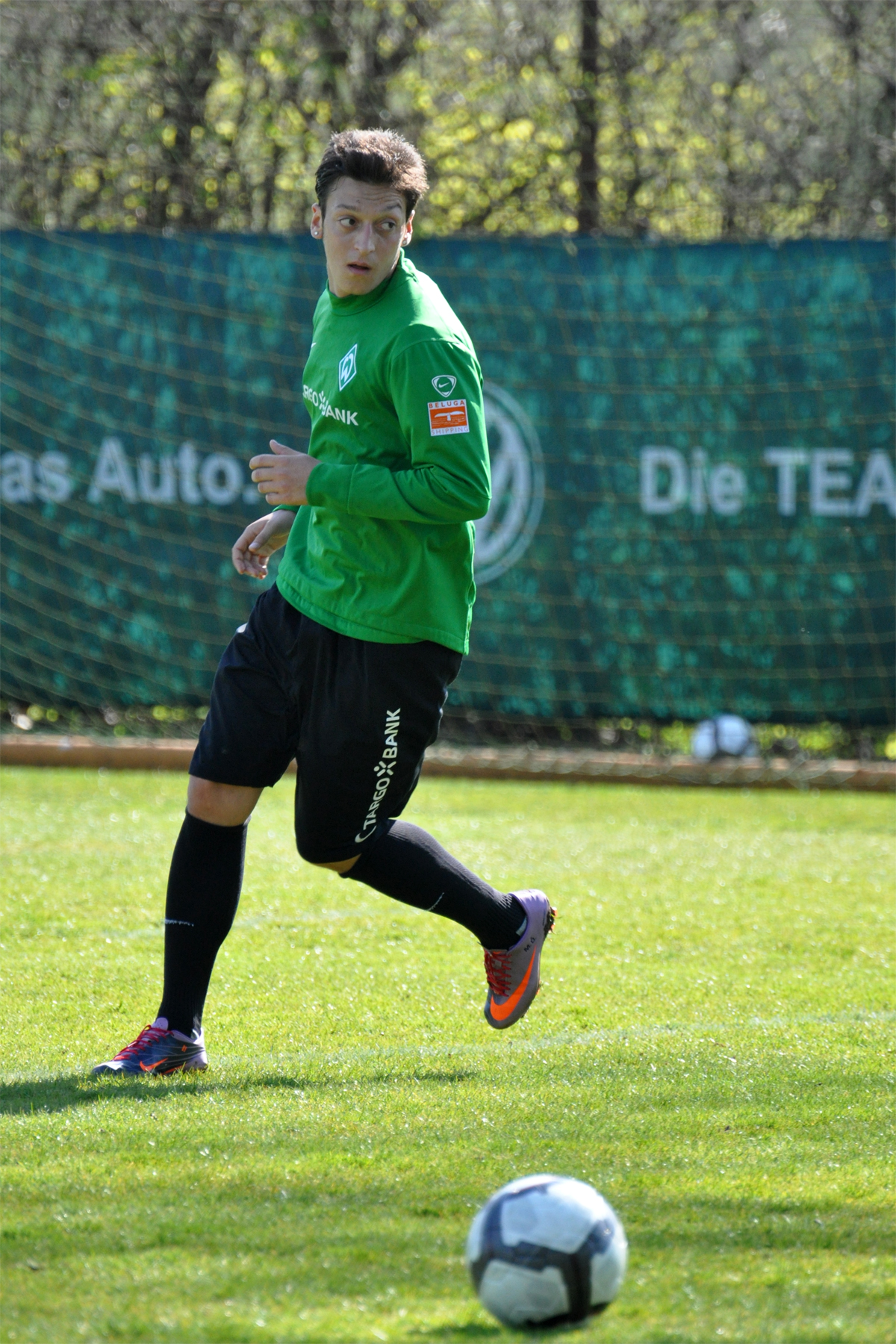
Озиль в составе «Вердера» в апреле 2010 года

### «Шальке»
В составе «горняков» Озиль получил «17» номер, числившись как полузащитник. Впервые в составе «Шальке» он вышел в матчах Кубка лиги против «Байера» и «Баварии», в которых заменил основного плеймейкера команды Линкольна.
В сезоне 2006/07 молодой полузащитник стал регулярно появляться в основном составе «Шальке». В чемпионате Озиль вышел на поле в 19 матчах (7 в старте), провёл на поле 877 минут и сделал один голевой пас в 25-м туре в матче против «Ганновера». Тот матч закончился со счётом 1:1. «Шальке» до последнего тура боролся за чемпионство со «Штутгартом», но проиграв в 33-м туре рурское дерби «Боруссии» клуб фактически лишился шансов на победу в национальном первенстве. В последнем туре «Шальке» взял вверх над «Арминией», однако уступил «Штутгарту» два очка, заняв второе место, которое дало право играть в Лиге чемпионов.
Сезон 2007/08 Месут начал с голевого паса, сделанного в первом туре в игре против чемпиона — «Штутгарта» на Левана Кобиашвили. В 14-м туре Месут отдаёт две голевые передачи на Кевина Кураньи, а «Шальке» в гостях переигрывает «Ганновер» — 3:2. 15 декабря 2007 года Озиль играет последний матч за «гельзенкирхенцев» в чемпионате. В Лиге чемпионов Месут провёл 4 матча (3 в основе, в двух был заменён), провёл на поле 265 минут и получил одну жёлтую карточку. Отклонив предложенных «Шальке» контракт принял решение о переходе в «Вердер».

### «Вердер»

#### Сезон 2007/08
31 января 2008 года полузащитник подписал контракт с «Вердером». Сумма трансфера составила 5 млн евро. Дебютировал Озиль в Бундеслиге за «Вердер» 10 февраля в игре против «Баварии», выйдя на замену на 60 минуте матча. 1 марта Месут впервые за «бременцев» вышел с первых минут в матче против «Боруссии Дортмунд». Игра завершилась 2:0 в пользу «Вердера». 26 апреля Озиль забил первый гол за «музыкантов», поразив ворота «Карлсруэ». В чемпионате «Вердер» занял 2-е место, дающие право играть в Лиге чемпионов на следующий сезон. Озиль в чемпионате отыграл за «Шальке» и «Вердер» 23 матча, провёл на поле 1175 минут, забил один гол и отдал 5 голевых передач.

#### Сезон 2008/09
Сезон Озиль провёл стабильно. Его роль для «Вердера» была очень значимой в сезоне. Месут начал чемпионат в игре первого тура, появившись на замену на 69 минуте матча. Во второй игре Озиль впервые вышел с первых минут и отдал голевой пас на Торстена Фрингс в игре против своей бывшей команды — «Шальке 04». 20 сентября в игре 5-го тура Озиль забил первый гол в сезоне, а также отдал две результативные передачи в игре против чемпиона — «Баварии» на Альянц Арене. Сам матч завершился победой подопечных Томаса Шаафа с разгромным сетом 5:2. В следующей игре Месут делает дубль, а «Вердер» побеждает «Хоффенхайм» с невероятным счётом 5:4. 13 мая Озиль отдаёт три результативные передачи на партнёров по команде, а «бременцы» громят «Айнтрахт» — 5:0. Всего в чемпионате Озиль появлялся на поле в 28-ми играх (20 в старте), провёл 2005 минут, забил три гола и отдал 15 результативных передач. Чемпионат «Вердер» завершил на десятой строчке.
Самый большой успех в сезоне пришёл для Бремена в еврокубках. В Лиге чемпионов «Вердер» занял 3-е место и квалифицировался в последний в истории Кубок УЕФА. В нём «Вердер» сумел дойти до финала, но в дополнительное время «бременцы» уступили донецкому «Шахтёру» со счётом 1:2.
В Кубке Германии Озиль вместе с партнёрами по команде добился победы, одержав в финале победу над леверкузенским «Байером» со счётом 1:0.

#### Сезон 2009/10

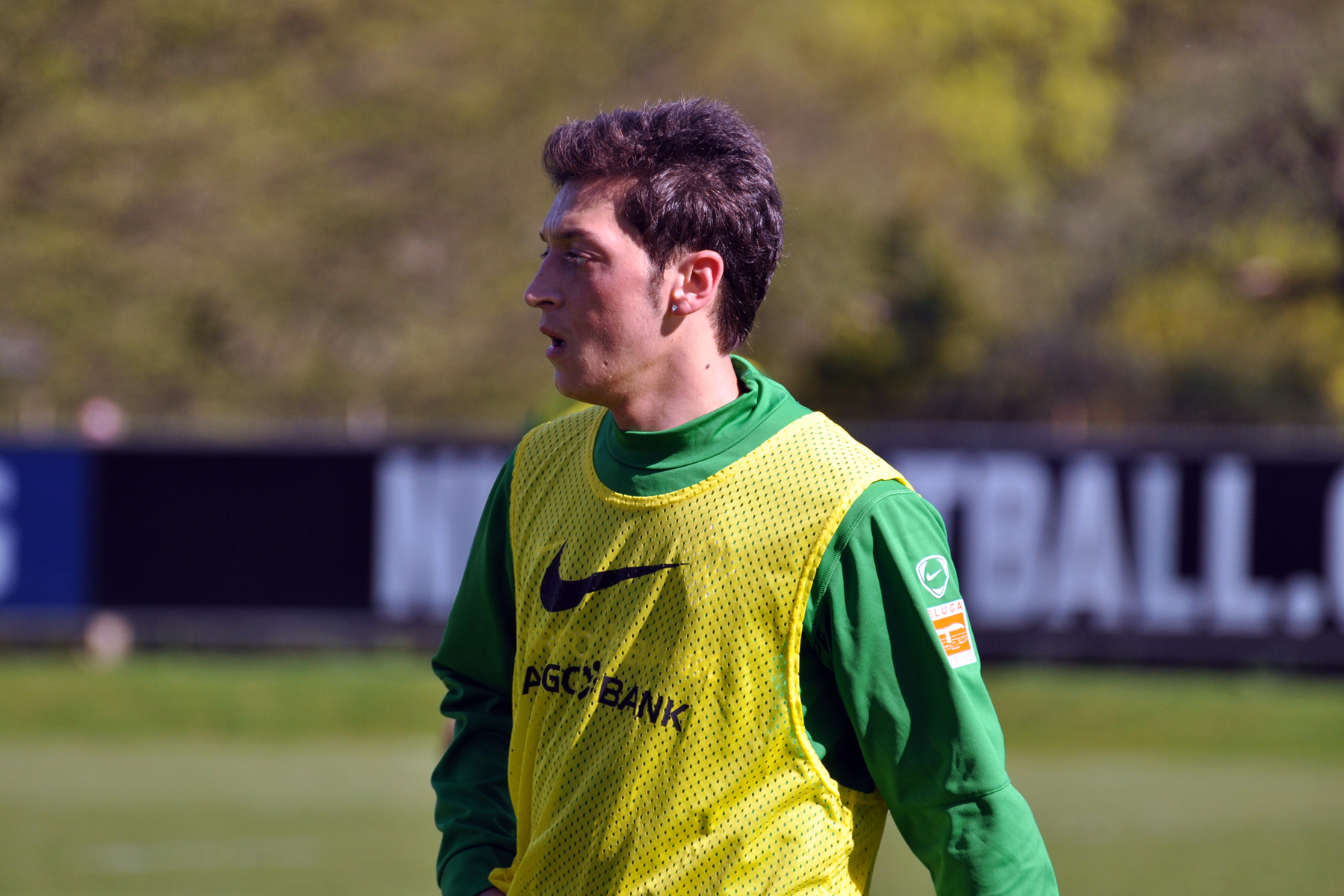
Месут на тренировке 23 апреля 2010 года

Свой последний перед отъездом в Мадрид сезон Месут проводит на высоком уровне, став одним из лидеров команды. На Месута возлагалась большая надежда в атакующем плане команды, после отъезда в туринский «Ювентус» лидера команды Диего. В чемпионате Озиль забивает в первых двух матчах, поражая ворота «Айнтрахта» и «Баварии» соответственно. В 4-м туре против берлинской «Герты» Озиль забивает гол и отдаёт результативную передачу на Налдо, благодаря чему «Вердер» одерживает победу — 3:2. 21 ноября Месут забил гол и отдал три голевых паса на Маркуса Русенберга и дважды на Угу Алмейду. В том матче «бременцы» одолели своего соперника — «Фрайбурга» со счётом 6:0. В Бундеслиге сезон для «Вердера» сложился неплохо: команда боролась за чемпионство, однако «бременцы» пропустили вперёд «Баварию» и «Шальке 04» соответственно, заняв третье место, дающее право играть в основном раунде Лиге чемпионов в следующем сезоне. В чемпионате Озиль сыграл 31 матч (29 в старте), провёл на поле 2601 минуту, забил 9 голов и отдал 14 голевых передач.
В Лиге Европы «бременцы» вышли из группы и прошли голландский «Твенте» (0:1, 4:1) в 1/16 финала. Однако в 1/8 финала уступили испанской «Валенсии» по правилу гола, забитого на чужом поле (1:1, 4:4). В еврокубках Озиль сыграл в 10 матчах (все в старте), провёл на поле 823 минуты, забил 2 гола и 8 раз отметился результативными передачами.
В Кубке Германии «Вердер» дошёл до финала, где разгромно уступил «Баварии» со счётом 0:4. В кубке Озиль сыграл 4 игры (все в старте), провёл на поле 315 минут и сделал 2 результативных паса. По истечении сезона Месут попал в список 23-х футболистов, которые вместе со сборной Германией поехали на чемпионат мира в ЮАР.

### «Реал Мадрид»

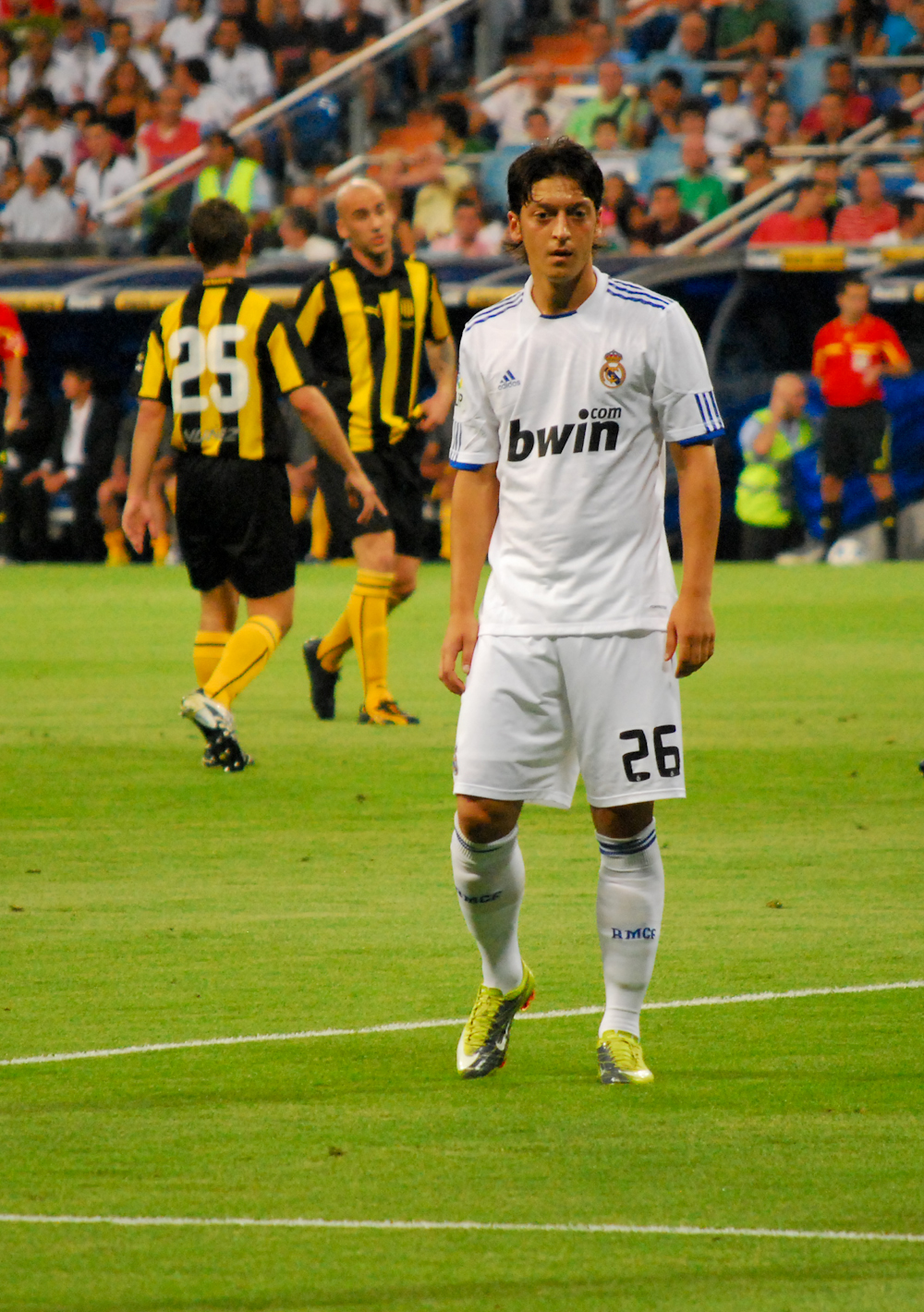
Озиль в составе мадридского «Реала», 2010 год

#### Сезон 2010/11
17 августа 2010 года было объявлено о переходе Озиля в испанский клуб «Реал Мадрид». Тем не менее, Месут подтвердил, что являлся болельщиком «Барселоны». 29 августа 2010 года Озиль дебютировал за «Реал» в выездном матче против «Мальорки», выйдя на замену на 58-й минуте вместо Серхио Каналеса. Матч завершился со счётом 0:0. Свой первый гол за «Реал» Месут забил 3 октября 2010 года в матче против «Депортиво Ла-Корунья», который завершился со счётом 6:1. Озиль вышел в основном составе и забил гол на 24-й минуте. Так же Озиль забивал «Расингу», 2 мяча в двух встречах «Атлетико», «Сарагосе» и «Хетафе». Озиль сделал 17 голевых передач и стал вторым ассистентом в Испании после Лионеля Месси. Всего в чемпионате Испании Озиль сыграл 36 матчей, 30 раз выходил в основе, 6 раз выходил на замену и 22 раза был заменён.

В Лиге чемпионов Озиль дебютировал за «Реал» против «Аякса». Он вышел с первых минут и был заменён на 88 минуте. Озиль забил 1 гол, сделал 6 голевых пасов и стал лучшим ассистентом турнира. В Кубке Испании Озиль сыграл свой первый матч против Реал Мурсии на выезде. Тот матч закончился вничью 0-0. 

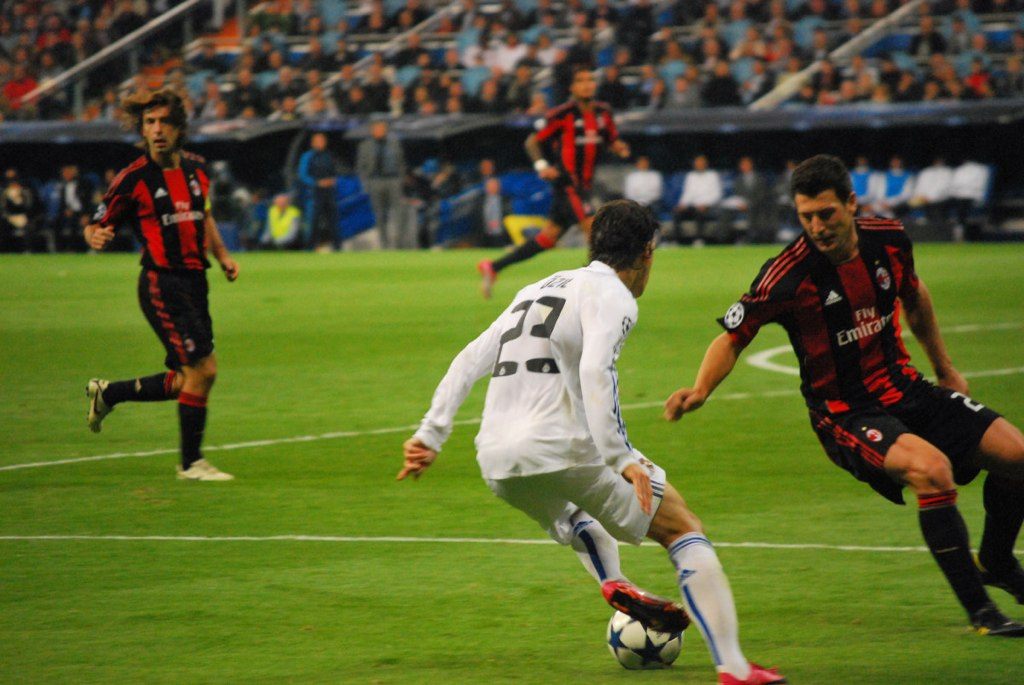
Озиль обыгрывает итальянского защитника Даниэле Бонеру в матче против «Милана»

В ответном матче на «Сантьяго Бернабеу» Озиль участия не принял, но «Реал» победил 5:1. В первом матче 1/8 кубка против «Леванте» Озиль забил гол на 9 минуте. В 1/4 кубка против «Атлетико» Озиль забил гол и отдал голевую передачу. В ответной встрече полуфинала против «Севильи» Озиль забил первый гол в матче который укрепил лидерство «Реала». В итоге «Реал» выиграл Кубок Испании, а Озиль свой первый трофей в новом клубе.

#### Сезон 2011/12
В начале нового сезона Озиль взял себе номер «10» под которым в прошлом сезоне выступал Лассана Диарра. Сам Диарра взял себе номер «24».
Сезон для «Реала» начался в матче за Суперкубок Испании против главного соперника — «Барселоны». Первый матч проходил на «Сантьяго Бернабеу» и закончился со счётом 2:2. Озиль отметился голом на 13 минуте матча. Второй матч прошёл в Барселоне на «Камп Ноу». Все шло к дополнительному времени при счёте 2:2, однако хозяева поле вырвали победу на последних минутах матча. «Реал» упустил возможность взять первый трофей в сезоне. Из-за бойкота игроков чемпионат Испании начался со 2 тура в котором «Реал», на выезде, играл против «Сарагосы». Озиль вышел с первых минут и провёл на поле 78 минут, за это время Озиль отличился одним голевым пасом, а «Реал» победил со счётом 6:0. В следующем матче против «Хетафе» Месут вновь отличился голевой передачей, а «Галактикос» праздновали победу — 4:2. 24 сентября немец отдал две результативные передачи на Рафаэля Варана и Карима Бензема соответственно. «Бланкос» добились победы со счётом 6:2 над «Райо Вальекано» . 7 января Озиль отдал три результативные передачи на партнёров в матче против «Гранады», что помогло подопечным Жозе Моуринью добиться разгромной победы — 5:1. 28 января в 21-м туре Месут забил свой первый гол в чемпионате, а также отдал голевой пас на Криштиану Роналду в домашнем матче против «Сарагосы»]. Матч завершился победой «Реала» — 3:1. 13 мая, в последним туре чемпионата, Озиль сделал дубль в ворота «Мальорки», а «сливочные» праздновали победу со счётом 4:1. По окончании чемпионата «Реал» стал чемпионом, побив несколько рекордов. Месут Озиль внёс весомый вклад в чемпионство «Реала». Немецкий полузащитник сыграл в 35-ти матчах (30 в старте), провёл на поле 2587 минут, забил 4 гола и отдал 17 голевых передач, став лучшим ассистентом чемпионата.
В Лиге чемпионов «Реал», как и в прошлом сезоне дошёл до полуфинала, где уступил в серии пенальти мюнхенской «Баварии». В ЛЧ Озиль сыграл в 10 матчах (все в основе), провёл на поле 805 минут, забил два гола и трижды ассистировал партнёрам.
В Кубке Испании «сливочным» не удалось защитить свой титул. В четвертьфинале «Реал» уступил будущему победителю турнира — «Барселоне» (1:2, 2:2). В кубке Месут провёл 4 матча (один в старте), сыграл 204 минуты и сделал две результативные передачи.

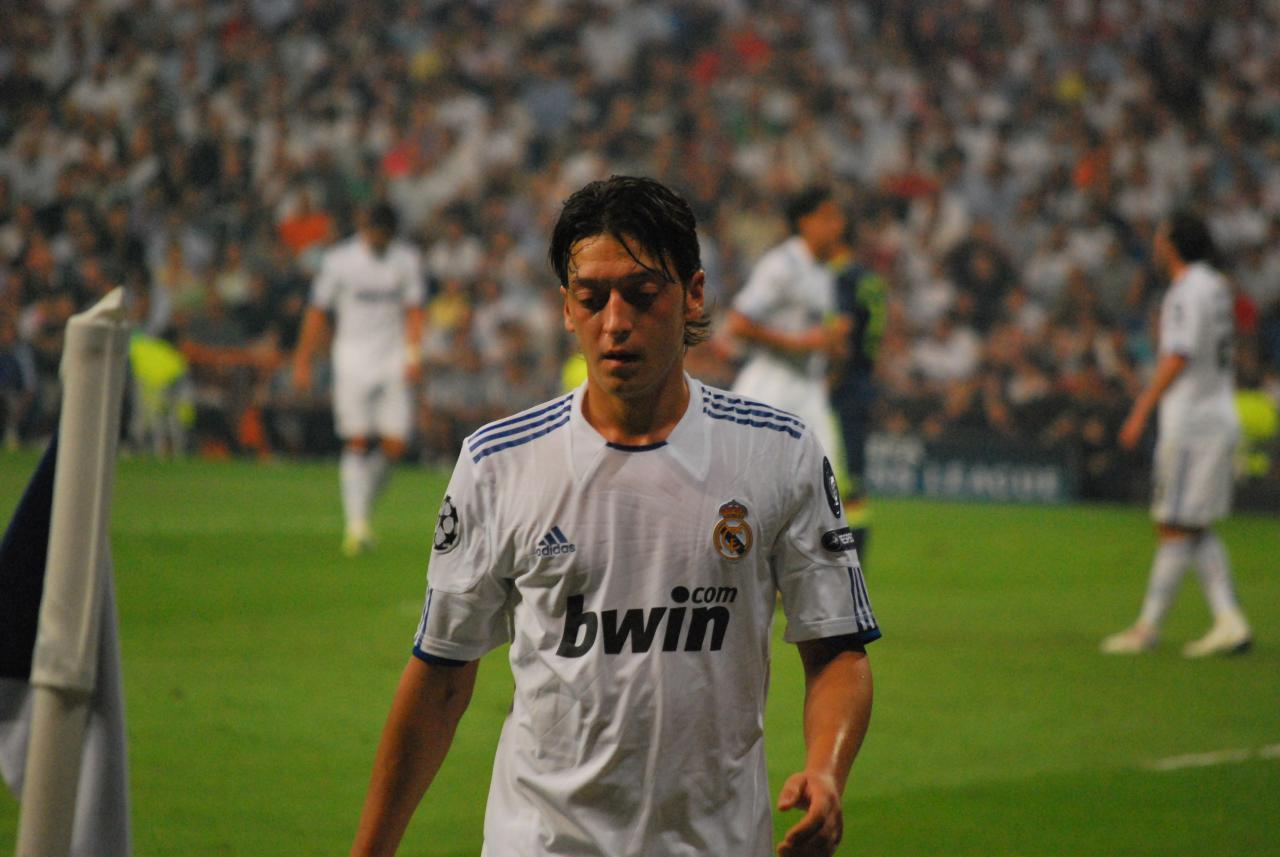
Месут в матче Лиги чемпионов

#### Сезон 2012/13
Сезон начался для «Реала» с выигрыша Суперкубка Испании. «Мадридцам» противостоял извечный соперник — «Барселона». Первый матч на «Камп Ноу» завершился победой «сине-гранатовых» со счётом 3:2. Месут вышел с первых минут, но был заменён на 81 минуте. Второй матч проходил на стадионе «Реала» — «Сантьяго Бернабеу». «Сливочные» одержали победу со счётом 2:1 и по правилу гола, забитого на чужом поле взяли трофей. Озиль вновь вышел в старте. На 83 минуте его поменял новичок «Реала» — Лука Модрич. Месут впервые вышел в чемпионате в матче первого тура против «Валенсии». Озиль провёл на поле весь матч. Встреча завершилась со счётом 1:1. 7 октября Месут отдал первый голевой пас в сезоне, ассистировав Криштиану Роналду в «Эль Класико» против «Барселоны». Встреча завершилась ничьей — 2:2. 17 ноября Месут забил первый гол в сезоне, а также отдал голевой пас на Серхио Рамоса в матче против «Атлетика» из Бильбао. «Реал» разгромил соперника — 5:1. 1 декабря Озиль забил гол в ворота принципиального соперника — «Атлетико». Встреча завершилась победой «Реала» со счётом 2:0. В следующим туре, 8 декабря, Озиль сделал дубль в гостевом матче против «Вальядолида». Во многом благодаря Месуту «сливочные» добились непростой победы со счётом 3:2. 20 января Озиль сделал два голевых паса в матче против «Валенсии», а «Реал» уверенно переиграл соперника — 5:0.

### «Арсенал»

#### Сезон 2013/14
2 сентября 2013 года «Арсенал» объявил о подписании немецкого полузащитника. Сумма трансфера осталась неразглашённой. Как позже сообщил Месут, он не планировал менять клуб в это трансферное окно, однако личная беседа с Арсеном Венгером, которая состоялась за несколько дней до закрытия трансферного окна, заставила его изменить своё мнение.

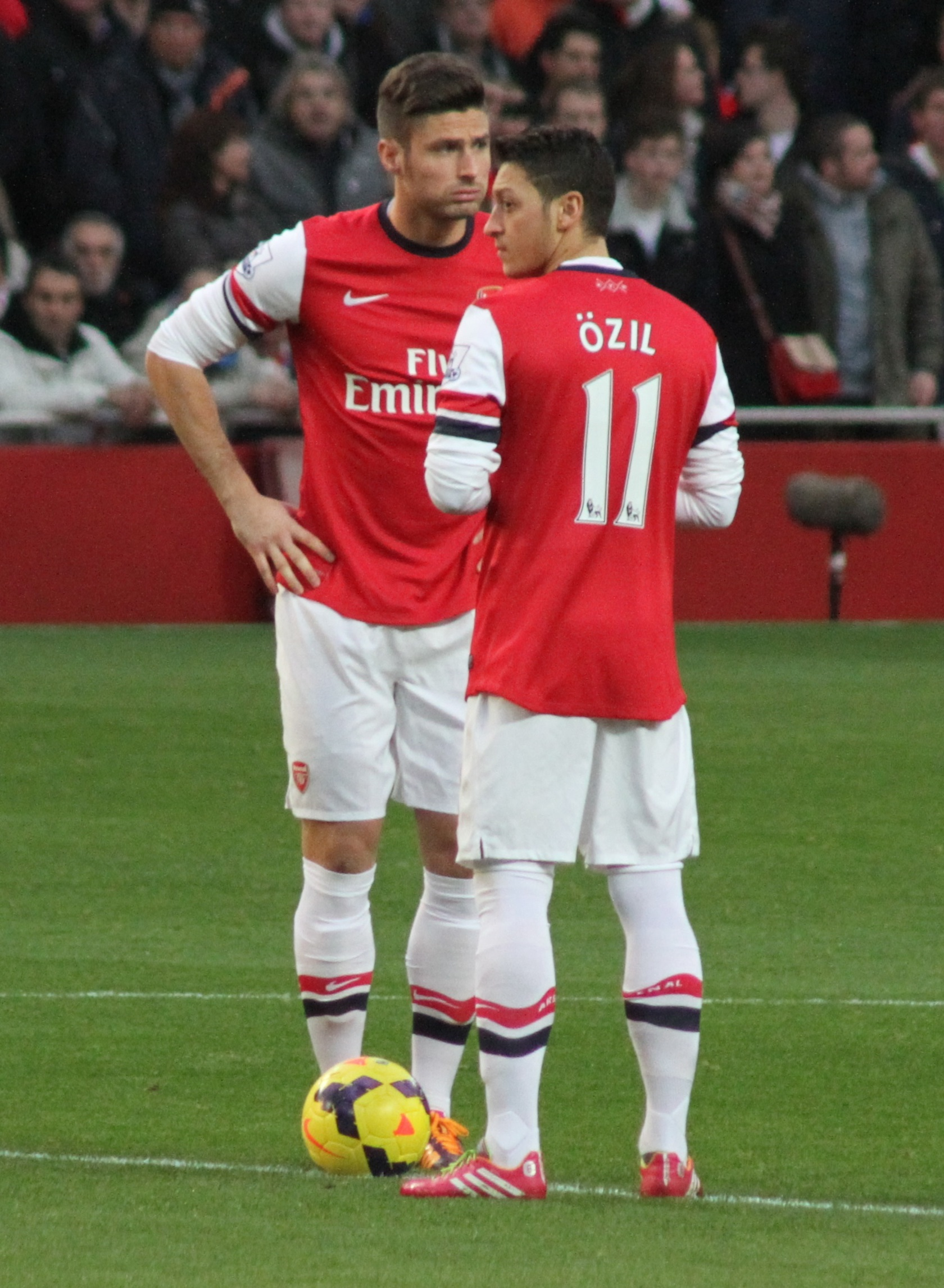
Озиль и Оливье Жиру перед штрафным ударом в матче против «Саутгемптона», 23 ноября 2013 года

14 сентября Озиль дебютировал за «канониров», отметился голевой передачей на Оливье Жиру и был заменён на 80-й минуте. 1 октября Месут забил первый мяч за «канониров», поразив ворота «Наполи» в матче группового этапа Лиги чемпионов. В конце сезона Озиль получил в свою сторону очень много критики, многие считали что Месут не способен брать на себя игру, но тем не менее в первом своём сезоне за лондонский клуб он забил 5 мячей и 15 раз ассистировал партнёрам. В дебютном для Озиля сезоне «Арсенал» сумел прервать свою восьмилетнюю трофейную засуху, в финале Кубка Англии переиграв «Халл Сити», Озиль финальный матч отыграл полностью, однако результативными действиями не отметился.

#### Сезон 2014/15
Новый сезон для «канониров» начался с победы в Суперкубке Англии, со счётом 3:0 был обыгран «Манчестер Сити». Однако Озиль, а также его партнёры по сборной Германии Пер Мертезакер и Лукас Подольски в матче участие не приняли, в связи с тем что находились в отпуске после победы на чемпионате мира. Первый матч в сезоне Озиль сыграл 23 августа 2014 года, выйдя в стартовом составе на матч с «Эвертоном» и отыграв весь матч. Осенью Месут набрал довольно хорошую форму, и в матче с «Астон Виллой» сумел забить гол, а также сделать голевой пас на Дэнни Уэлбека. Однако в октябре немец получил травму и выбыл на продолжительный срок. На поле Озиль сумел вернуться лишь 11 января 2015 года, выйдя на замену Оливье Жиру в матче против «Сток Сити». После возвращения в строй полузащитник сумел быстро набрать форму и в трёх матчах подряд отличался забитыми мячами (дважды в премьер-лиге с «Астон Виллой» и «Тоттенхэмом» и один раз в кубке Англии), однако вскоре у Озиля наступил спад и в следующий раз отличиться он сумел лишь в апреле, забив победный гол в ворота «Ливерпуля». По итогам сезона «Арсенал» второй раз подряд выиграл Кубок Англии, победив в финале со счётом 4:0 «Астон Виллу», в финальном матче Озиль отыграл 77 минут, после чего был заменён.

#### Сезон 2015/16
Третий по счёту сезон Озиля в «Арсенале» начался с завоевания очередного трофея: в матче за Суперкубок Англии со счётом 1:0 был обыгран чемпион Англии «Челси». С первых матчей сезона немец набрал очень хорошую форму, регулярно отдавая голевые передачи: до конца 2015 года в матчах премьер-лиги Озилю удалось отдать 16 голевых передач, а также записать на свой счёт три забитых мяча (один из них в ворота принципиального соперника «канониров» «Манчестер Юнайтед»). В матчах Лиги чемпионов результативность Месута была ниже, однако ему удалось отличиться двумя забитыми мячами в ворота «Баварии» и загребского «Динамо». Во второй половине сезона результативность немецкого полузащитника снизилась, однако это не помешало ему стать лучшим ассистентом премьер-лиги (с 19-ю точными передачами) и игроком года в «Арсенале».
Летом 2016 года Озиль отклонил предложение клуба из Китая:

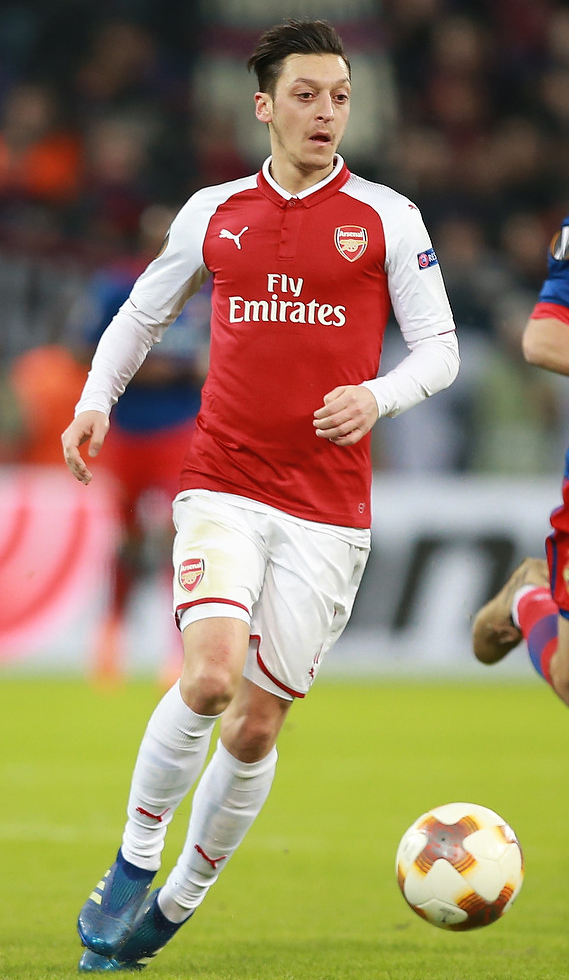
Озиль в матче Лиги Европы в 2018 году

Предложение из Китая я получил прошлым летом, но оно было слишком абсурдным. Китайцы готовы были заплатить мне за пять лет 100 млн фунтов. Сказочная сумма денег, которая выходила за рамки моего воображения. Несмотря на это, мне потребовалось менее трёх минут, чтобы отклонить предложение. Мой агент Эркут позвонил и сказал: «Думаю, мы договорились о том, что будем делать дальше, правда? Ты же не будешь думать над этим предложением?» Я ответил: «Мне ещё далеко до конца карьеры. Я всё ещё хочу выиграть трофеи с «Арсеналом». Не хочу играть в Китае, независимо от того, сколько они готовы заплатить. Ни за что.

#### Сезон 2016/17
28 августа Озиль провёл свою первую игру в новом сезоне против «Уотфорда», также забив в этом матче свой первый мяч в сезоне замкнув подачу Алексиса Санчеса с фланга, «Арсенал» победил со счётом 3:1. Свой второй мяч Месут забил менее чем через месяц, отличившись в домашней победе со счётом 3:0 против «Челси» 15 октября Озиль вновь забил — «Арсенал» одолел «Суонси» со счётом 3:2. Четыре дня спустя, в домашней матче Лиги чемпионов против болгарского «Лудогорца» Озил отдал голевую передачу на Тео Уолкотта и забил свой первый хет-трик в карьере, матч окончился со счётом 6:0. За свои выступления Месут был удостоен награды «лучшего игрока месяца» «Арсенала» в октябре. Несмотря на впечатляющую первую половину сезона, Озиль отсутствовал в многих играл лондонского клуба из-за проблем с мышцами.
2 апреля Озиль отличился голевой передачей в матче против «Манчестер Сити», окончившегося со счётом 2:2. Спустя три дня Месут прервал свою четырёхмесячную безголевую серию, отличившись голом в матче против «Вест Хэм Юнайтед». Свой четвёртый сезон в «Арсенале» Озиль завершил имея в своём активе 12 голов и 13 голевых передач в 44 матчах во всех соревнованиях, сыграв большую роль в очередной победе «канониров» в Кубке Англии.

#### Сезон 2017/18
В самом начале сезона Месут ничем особым не запомнился, и своим первым голом и ассистом отметился только 22 октября 2017 года в матче 9 тура против Эвертона. После этого матча у Месута началась серия удачных игр, где он часто отличался результативными действиями и дважды (ноябрь-декабрь 2017) удостоился награды «игрок месяца» среди игроков Арсенала. В феврале 2018 года руководство Арсенала решает продлить контракт с Озилом на 3 года, согласно которой он будет получать 340 тысяч фунтов в неделю (17,5 млн фунтов в год). Но начиная с апреля стал выходить на поле только в матчах плей-офф Лиги Европы, где Арсенал вылетел в полуфинале от Атлетико Мадрид. В итоге за сезон Месут в 35 матчах отметился 5 голами и 14 ассистами.

#### Сезон 2018/19
При новом тренере Арсенала Унаи Эмери Месут перестал играть важную роль в команде, так как не вписывался в игровую схему главного тренера. К тому же из за конфликтов между ними Месут иногда не попадал в состав. Учитывая его огромную зарплату он на протяжений всего сезона подвергался к критике среди болельщиков «пушкарей». В итоге футболист, который заслуженно имел прозвище «Мистер ассист», отдал всего 3 голевые передачи в 35 матчах в сезоне (забил 6 голов).

#### Сезон 2019/20
В новом сезоне Унаи Эмери не рассчитывал на немца и до конца октября Озил сыграл за пушкарей лишь два раза, в матче 5 тура АПЛ против Уотфорда и против Ноттингема в первом туре Кубка Лиги. Но, начиная с матча против Ливерпуля во втором туре Кубка Лиги, где он отличился ассистом, Месут снова стал основным игроком «пушкарей». Вскоре на смену провалившемуся Унаи Эмери пришёл Микель Артета, бывший игрок и капитан клуба. При нём Месут стал играть лучше и сохранял место в основе до коронавирусной паузы, отличился дважды ассистом в матчах против Брайтона и Вэст Хэма, а также голом против Ньюкасла. После возобновления сезона Месут оказался вне заявки, больше не сыграв ни одного матча за «пушкарей». Видимо из-за того, что он попал в немилость руководства Арсенала из-за своих действий, например, отказался от понижения зарплаты во время коронавирусной паузы и поддержал репрессируемых уйгуров, из-за чего китайцы объявили об отмене трансляций матчей Арсенала если на поле будет играть Озил.

#### Сезон 2020/21
В этом сезоне Месут не попал в заявку во всех турнирах и не сыграл ни одну игру. Но по контракту за лояльность он заполучил 8 миллионов Фунтов. В январе за полгода до окончания сезона Озил и клуб по обоюдному соглашению объявили о разрыве контракта.

### Турецкие клубы
24 января 2021 года «Арсенал» объявил о переходе Озиля в турецкий «Фенербахче». За несколько дней до этого полузащитник договорился о досрочном расторжении контракта с «канонирами», за которых не играл на протяжении всего сезона. Летом 2022 года Озиль заявил, что «не закончит карьеру в другом клубе, кроме „Фенербахче“», однако 13 июля было объявлено об уходе Месута из клуба.
Наши планы, желания и пожелания не всегда могут идти в том направлении, в котором вы этого хотите. Я хотел добиться успеха, получив больше шансов играть в футболке «Фенербахче», что всегда было моей детской мечтой. Я хотел бы поблагодарить сообщество «Фенербахче» и болельщиков за большую поддержку, которую они мне оказали.
14 июля 2022 года футболист перешёл в «Истанбул Башакшехир» в качестве свободного агента. Дебютировал за клуб 21 августа 2022 года в матче 3-го тура чемпионата Турции против «Кайсериспора» (2:0), выйдя на 80-й минуте вместо Беркая Озджана.
22 марта 2023 года объявил о завершении карьеры.

## Карьера в сборной

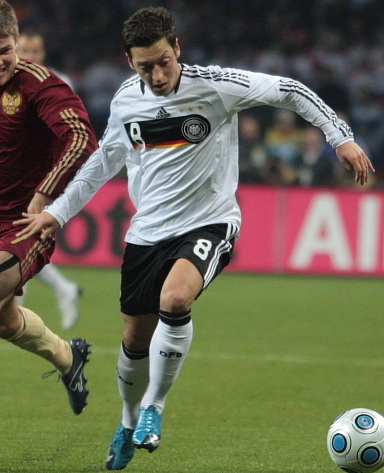
Месут Озиль в 2009 году

### Дебют
С 2007 года Месут вызывался в сборную Германии среди игроков до 21 года. В 2008 году участвовал в финальном матче Евро-08. 5 февраля 2009 года он получил вызов в основную сборную Германии. 11 февраля 2009 года Озиль дебютировал за сборную Германии против сборной Норвегии. Матч закончился победой норвежцев 1:0.

### Чемпионат мира 2010
Немцы начали финальную часть чемпионата мира в группе D. Первую встречу сборная Германии провела со сборной Австралии. Озиль вышел с первых минут матча. На 12 минуте получил первую в матче жёлтую карточку. Провёл на поле 74 минуты, после чего был заменен Марио Гомесом. К тому времени немцы уже вели 4:0 (матч закончился с этим же счётом). В следующем матче Германия потерпела поражение от сборной Сербии со счётом 1:0. Немцы уже с 37-й минуте играли в меньшинстве, ввиду того, что Мирослав Клозе получил 2 жёлтых карточки в первом тайме. Озиль провёл в этом матче 70 минут. В последнем матче группы D Германия] встретилась с сборной Ганы. Первый тайм закончился вничью 0:0. Озиль вновь вышел с первых минут и на 60-й минуте забил единственный гол в матче. В 1/8 чемпионата мира сборная Германии сошлась со сборной Англии. Озиль вышел с первых минут и провёл на поле 83 минуты. Немцы победили 4:1. В четвертьфинале сошлись сборные Германии и Аргентины. Озиль вышел с первых минут. Он провёл все 90 минут и только в компенсированное время был заменен. Матч закончился победой сборной Германии 4:0. В полуфинале немцы встретились с испанцами. В этом матче Озиль провёл все 90 минут. Первый тайм закончился со счётом 0:0. Во втором тайме Пуйоль на 73-й минуте забил единственный гол в матче, принеся испанской сборной победу. Немцев ждал матч за третье место против сборной Уругвая. Озиль вышел с начала матча. На 19 минуте Томас Мюллер открыл счёт, но спустя 9 минут Эдинсон Кавани счёт сравнял. Первый тайм закончился 1:1. Во втором тайме, на 51-й минуте, Диего Форлан вывел сборную Уругвая вперёд. Немцы отыгрались через 5 минут. Гол забил Янсен. Победу сборной Германии принёс гол Сами Хедиры. На этом чемпионате мира Озиль забил один гол и отдал три голевых передачи, за что и был номинирован на «Золотой мяч» чемпионата мира.

### Чемпионат Европы 2012
На чемпионате Европы Озиль дебютировал в матче со сборной Португалии, он вышел в стартовом составе и был заменён на 87-й минуте. В этой же игре Месут стал лучшим игроком матча, а немцы победили 1:0. В матче второго тура против сборной Нидерландов немцы обеспечили себе выход из группы, победив 2:1, а Месут был заменен на 81 минуте. Заключительный матч группового этапа со сборной Дании Озиль провёл с первой до последней минуты, а его сборная вновь одержала победу 2:1. Таким образом сборная Германии стала единственной командой на Евро, которая вышла из группы, набрав девять очков. В четвертьфинале против сборной Греции Месут отметился двумя голевыми передачами — на Филиппа Лама открывшего счёт и Мирослава Клозе, забившего третий мяч. Сборная Германии вышла в полуфинал, победив 4:2. Однако в полуфинале игра у немцев не задалась — после первого тайма матча с итальянцами немецкая команда уступала 0:2. На последних минутах судья назначил пенальти в ворота итальянцев, который уверенно реализовал Озиль, однако ситуацию это не изменило и сборная Германии уступила 1:2, став бронзовым призёром чемпионата.

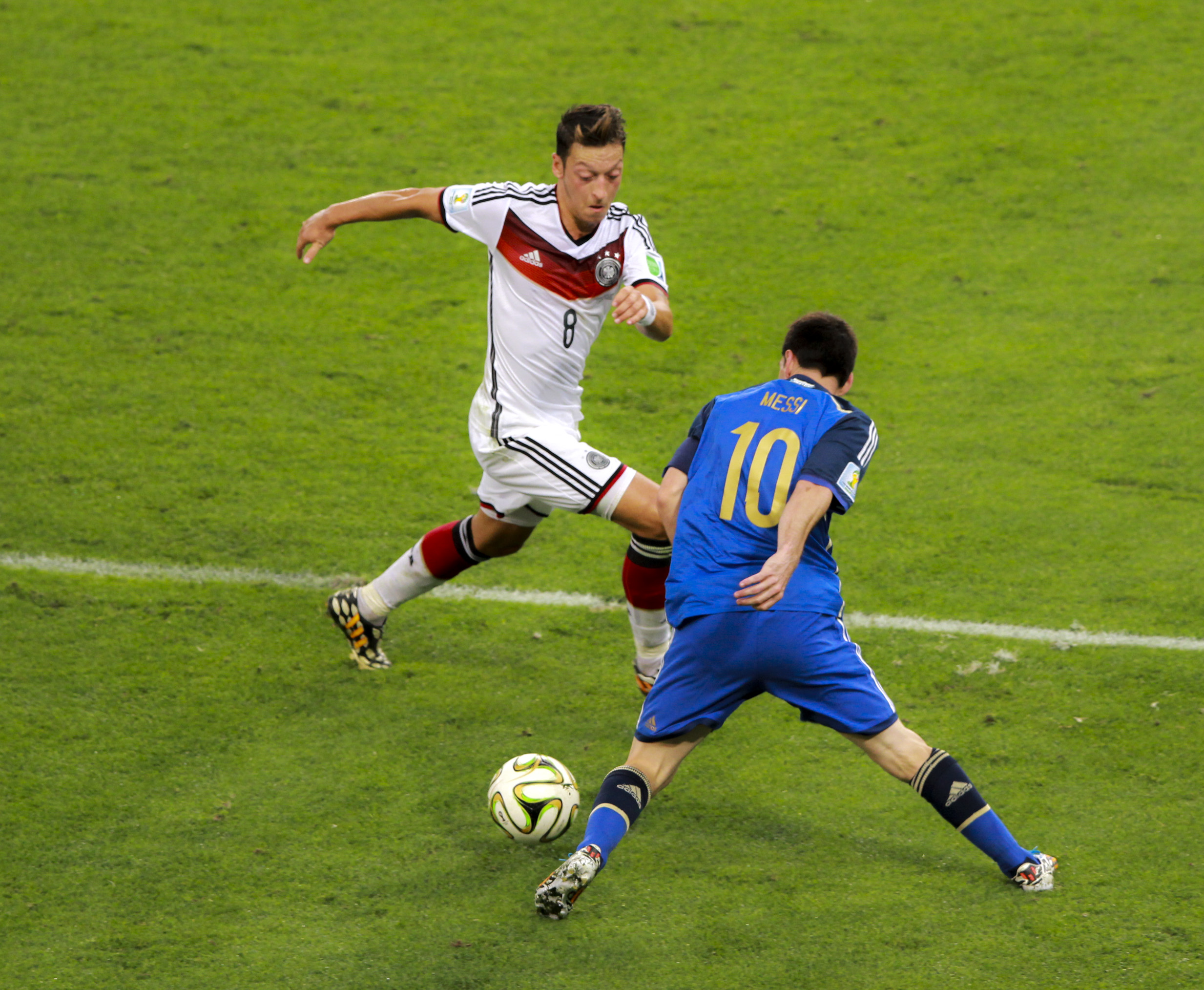
Месут в финальном матче чемпионата мира 2014

### Чемпионат мира 2014
На чемпионате мира в Бразилии Озиль являлся основным игроком «бундестим». Он завершил турнир как лидер по передачам, выполненным в финальной трети (171), занял второе место по созданным моментам (17), уступив только Лионелю Месси (23), и занял второе место в общем зачёте по владениям, выигранным в финале. В первом матче группового этапа со сборной Португалии (4:0) полузащитник провёл на поле 63 минуты после чего был заменён на Андре Шюррле. Второй матч чемпионата против команды Ганы Озиль провёл на поле полностью, однако ни чем отметиться не сумел. 1 июля 2014 года в матче 1/8 финала со сборной Алжира Озиль забил свой первый и единственный мяч на турнире, который стал победным для сборной Германии и помог ей выйти в следующий раунд. В четвертьфинале благодаря голу Матса Хуммельса были обыграны французы, а Месут провёл на поле 83 минуты. В полуфинале немцы встречались с хозяевами турнира бразильцами и этот матч стал главной сенсацией турнира: сборная Германии выиграла со счётом 7:1, нанеся бразильцам самое крупное поражение в истории. В этом матче Озиль сумел отметиться голевой передачей на Сами Хедиру, который забил пятый гол. 13 июля 2014 года в финальном матче чемпионата мира сборная Германии с минимальным счётом 1:0 обыграла сборную Аргентины (победный гол забил Марио Гётце), а Озиль провёл на поле большую часть матча и за несколько минут до конца был заменён на Пера Мертезакера.

### Чемпионат Европы 2016
Следующий крупный турнир со своей сборной Озиль вновь провёл в качестве основного игрока, и уже в первом матче группового этапа со сборной Украины отдал голевую передачу на Бастиана Швайнштайгера, что окончательно предопределило результат в пользу немецкой сборной. Второй матч турнира с польской сборной не принёс очков в копилку полузащитника, который отметился лишь жёлтой карточкой, игра закончилась нулевой ничьей. По результатам заключительного матча группового этапа против Северной Ирландии Месут был признан лучшим игроком встречи, приняв участие в голевой комбинации. В матче 1/8 финала со словаками Озиль также провёл весь матч и на 14-й минуте не реализовал пенальти, несмотря на это немцы одержали победу со счётом 3:0 и вышли в следующий раунд турнира. В четвертьфинальном матче со сборной Италии Озиль забил первый и единственный гол на турнире, открыв счёт. Упорная игра перешла в серию пенальти, где полузащитнику отличиться вновь не удалось, при этом немцы смогли одержать победу в матче. Однако в финал выйти сборной Германии не удалось — путь ей преградили хозяева турнира французы, дважды поразив ворота немцев. В этом матче Озиль вновь получил жёлтую карточку.

### Чемпионат мира 2018
Незадолго до турнира в сети было опубликовано совместное фото Озиля, Гюндогана и президента Турции Реджепа Эрдогана, после чего на футболистов была обрушена волна критики, причём одним из наиболее активных критиков был президент футбольной федерации Германии Рейнхарт Гриндель, который даже требовал исключить их из заявки на чемпионат мира. Тем не менее, тренерский штаб сборной Германии оказал поддержку футболистам и не отреагировал на требования.
На мировом первенстве в России Месут принял участие в двух матчах. Сборная Германии показала невыразительную игру и впервые в своей истории не прошла дальше группового этапа. Сразу трое немецких игроков (Мюллер, Хуммельс и Боатенг) по версии портала Squawka оказались в сборной худших игроков турнира. Однако именно Озиль подвергся наибольшей критике за провальное выступление команды.
22 июля 2018 года Месут объявил о завершении карьеры в сборной, объяснив своё решение шквалом оскорблений на национальной почве.

## Личная жизнь
С 2013 по 2014 год Озиль встречался с немецкой певицей Мэнди Капристо. В октябре 2014 они расстались в связи с тем, что в прессе появилась информация о связи Месута с другой женщиной. Однако в ноябре 2015 года Озиль и Капристо появились вместе на церемонии вручения премии «Бэмби» в Берлине, а в своём Инстаграме футболист опубликовал фото с хештэгом #OziStoIsBack (#ОзиСтоВернулись), означавшим, что пара снова вместе.
Тем не менее, в начале 2017 года Озиль повторно расстался с Капристо и начал встречаться с турецкой моделью, Мисс Турцией 2014 Амине Гюльше. 7 июня 2019 года состоялась свадьба Месута и Амине.
Месут исповедует ислам суннитского толка, читает Коран, и совершает намаз пять раз в день. В 2016 году совершил умру в Мекку.
Говоря о футбольных пристрастиях, в числе любимых клубов Озиль называл немецкий «Шальке 04», испанскую «Барселону» и турецкий «Фенербахче».

## Статистика

### Клубная
| Клуб            | Сезон           | Лига | Лига | Лига | Кубок1 | Кубок1 | Кубок1 | Еврокубки | Еврокубки | Еврокубки | Всего | Всего | Всего |
| Клуб            | Сезон           | Игры | Голы | Пасы | Игры   | Голы   | Пасы   | Игры      | Голы      | Пасы      | Игры  | Голы  | Пасы  |
| --------------- | --------------- | ---- | ---- | ---- | ------ | ------ | ------ | --------- | --------- | --------- | ----- | ----- | ----- |
| Шальке 04       | 2006/07         | 19   | 0    | 1    | 3      | 0      | 0      | 1         | 0         | 0         | 23    | 0     | 1     |
| Шальке 04       | 2007/08         | 11   | 0    | 4    | 1      | 1      | 0      | 4         | 0         | 0         | 16    | 1     | 4     |
| Шальке 04       | Всего           | 30   | 0    | 5    | 4      | 1      | 0      | 5         | 0         | 0         | 39    | 1     | 5     |
| Вердер Бремен   | 2007/08         | 12   | 1    | 1    | 0      | 0      | 0      | 2         | 0         | 0         | 14    | 1     | 1     |
| Вердер Бремен   | 2008/09         | 28   | 3    | 15   | 5      | 2      | 1      | 14        | 0         | 7         | 47    | 5     | 22    |
| Вердер Бремен   | 2009/10         | 31   | 9    | 16   | 5      | 0      | 2      | 10        | 1         | 11        | 46    | 10    | 29    |
| Вердер Бремен   | 2010/11         | —    | —    | —    | 1      | 0      | 1      | —         | —         | —         | 1     | 0     | 1     |
| Вердер Бремен   | Всего           | 71   | 13   | 32   | 11     | 2      | 4      | 26        | 1         | 18        | 108   | 16    | 54    |
| Реал Мадрид     | 2010/11         | 36   | 6    | 19   | 6      | 3      | 2      | 11        | 1         | 7         | 54    | 10    | 29    |
| Реал Мадрид     | 2011/12         | 35   | 4    | 19   | 7      | 1      | 4      | 10        | 2         | 5         | 52    | 7     | 28    |
| Реал Мадрид     | 2012/13         | 32   | 9    | 16   | 10     | 0      | 4      | 10        | 1         | 4         | 52    | 10    | 24    |
| Реал Мадрид     | 2013/14         | 2    | 0    | 0    | 0      | 0      | 0      | 0         | 0         | 0         | 2     | 0     | 0     |
| Реал Мадрид     | Всего           | 105  | 19   | 54   | 23     | 4      | 10     | 31        | 4         | 16        | 159   | 27    | 80    |
| Арсенал         | 2013/14         | 26   | 5    | 10   | 6      | 1      | 2      | 8         | 1         | 2         | 40    | 7     | 14    |
| Арсенал         | 2014/15         | 22   | 4    | 6    | 5      | 1      | 2      | 5         | 0         | 1         | 32    | 5     | 9     |
| Арсенал         | 2015/16         | 35   | 6    | 19   | 2      | 0      | 1      | 8         | 2         | 0         | 45    | 8     | 20    |
| Арсенал         | 2016/17         | 33   | 8    | 10   | 3      | 0      | 1      | 8         | 4         | 3         | 44    | 12    | 14    |
| Арсенал         | 2017/18         | 26   | 4    | 9    | 2      | 0      | 0      | 7         | 1         | 5         | 35    | 5     | 14    |
| Арсенал         | 2018/19         | 24   | 5    | 2    | 1      | 0      | 0      | 10        | 1         | 1         | 35    | 6     | 3     |
| Арсенал         | 2019/20         | 18   | 1    | 2    | 3      | 0      | 1      | 2         | 0         | 0         | 23    | 1     | 3     |
| Арсенал         | Всего           | 184  | 33   | 58   | 22     | 2      | 7      | 48        | 9         | 12        | 254   | 44    | 77    |
| Фенербахче      | 2020/21         | 10   | 0    | 1    | 1      | 0      | 0      | 0         | 0         | 0         | 11    | 0     | 1     |
| Фенербахче      | 2021/22         | 11   | 4    | 1    | 0      | 0      | 0      | 4         | 1         | 0         | 15    | 5     | 1     |
| Фенербахче      | Всего           | 21   | 4    | 2    | 1      | 0      | 0      | 4         | 1         | 0         | 26    | 5     | 2     |
| Всего в карьере | Всего в карьере | 411  | 69   | 151  | 61     | 9      | 21     | 114       | 15        | 46        | 586   | 93    | 218   |

1Включая Суперкубок Испании, Суперкубок Англии, Кубок немецкой лиги по футболу и Кубок Футбольной лиги

### Список матчей и голов за сборную
| Список матчей и голов Месута Озиля за национальную сборную Германии | Список матчей и голов Месута Озиля за национальную сборную Германии | Список матчей и голов Месута Озиля за национальную сборную Германии | Список матчей и голов Месута Озиля за национальную сборную Германии | Список матчей и голов Месута Озиля за национальную сборную Германии | Список матчей и голов Месута Озиля за национальную сборную Германии |
| №                                                                   | Дата                                                                | Оппонент                                                            | Счёт                                                                | Голы                                                                | Соревнование                                                        |
| ------------------------------------------------------------------- | ------------------------------------------------------------------- | ------------------------------------------------------------------- | ------------------------------------------------------------------- | ------------------------------------------------------------------- | ------------------------------------------------------------------- |
| 1                                                                   | 11 февраля 2009                                                     | Норвегия                                                            | 0:1                                                                 |                                                                     | Товарищеский матч                                                   |
| 2                                                                   | 12 августа 2009                                                     | Азербайджан                                                         | 2:0                                                                 |                                                                     | Квалификация ЧМ-2010                                                |
| 3                                                                   | 5 сентября 2009                                                     | ЮАР                                                                 | 2:0                                                                 | 77′                                                                 | Товарищеский матч                                                   |
| 4                                                                   | 9 сентября 2009                                                     | Азербайджан                                                         | 4:0                                                                 |                                                                     | Квалификация ЧМ-2010                                                |
| 5                                                                   | 10 октября 2009                                                     | Россия                                                              | 1:0                                                                 |                                                                     | Квалификация ЧМ-2010                                                |
| 6                                                                   | 14 октября 2009                                                     | Финляндия                                                           | 1:1                                                                 |                                                                     | Квалификация ЧМ-2010                                                |
| 7                                                                   | 18 ноября 2009                                                      | Кот-д’Ивуар                                                         | 2:2                                                                 |                                                                     | Товарищеский матч                                                   |
| 8                                                                   | 3 марта 2010                                                        | Аргентина                                                           | 0:1                                                                 |                                                                     | Товарищеский матч                                                   |
| 9                                                                   | 29 мая 2010                                                         | Венгрия                                                             | 3:0                                                                 |                                                                     | Товарищеский матч                                                   |
| 10                                                                  | 3 июня 2010                                                         | Босния и Герцеговина                                                | 3:1                                                                 |                                                                     | Товарищеский матч                                                   |
| 11                                                                  | 13 июня 2010                                                        | Австралия                                                           | 4:0                                                                 |                                                                     | ЧМ-2010. Групповой этап                                             |
| 12                                                                  | 18 июня 2010                                                        | Сербия                                                              | 0:1                                                                 |                                                                     | ЧМ-2010. Групповой этап                                             |
| 13                                                                  | 23 июня 2010                                                        | Гана                                                                | 1:0                                                                 | 60′                                                                 | ЧМ-2010. Групповой этап                                             |
| 14                                                                  | 27 июня 2010                                                        | Англия                                                              | 4:1                                                                 |                                                                     | ЧМ-2010. 1/8 финала                                                 |
| 15                                                                  | 3 июля 2010                                                         | Аргентина                                                           | 4:0                                                                 |                                                                     | ЧМ-2010. 1/4 финала                                                 |
| 16                                                                  | 7 июля 2010                                                         | Испания                                                             | 0:1                                                                 |                                                                     | ЧМ-2010. 1/2 финала                                                 |
| 17                                                                  | 10 июля 2010                                                        | Уругвай                                                             | 3:2                                                                 |                                                                     | ЧМ-2010. Матч за третье место                                       |
| 18                                                                  | 3 сентября 2010                                                     | Бельгия                                                             | 1:0                                                                 |                                                                     | Квалификация ЧЕ-2012                                                |
| 19                                                                  | 7 сентября 2010                                                     | Азербайджан                                                         | 6:1                                                                 |                                                                     | Квалификация ЧЕ-2012                                                |
| 20                                                                  | 8 октября 2010                                                      | Турция                                                              | 3:0                                                                 | 79′                                                                 | Квалификация ЧЕ-2012                                                |
| 21                                                                  | 12 октября 2010                                                     | Казахстан                                                           | 3:0                                                                 |                                                                     | Квалификация ЧЕ-2012                                                |
| 22                                                                  | 9 февраля 2011                                                      | Италия                                                              | 1:1                                                                 |                                                                     | Товарищеский матч                                                   |
| 23                                                                  | 26 марта 2011                                                       | Казахстан                                                           | 4:0                                                                 |                                                                     | Квалификация ЧЕ-2012                                                |
| 24                                                                  | 29 мая 2011                                                         | Уругвай                                                             | 2:1                                                                 |                                                                     | Товарищеский матч                                                   |
| 25                                                                  | 3 июня 2011                                                         | Австрия                                                             | 2:1                                                                 |                                                                     | Квалификация ЧЕ-2012                                                |
| 26                                                                  | 7 июня 2011                                                         | Азербайджан                                                         | 3:1                                                                 | 29′                                                                 | Квалификация ЧЕ-2012                                                |
| 27                                                                  | 2 сентября 2011                                                     | Австрия                                                             | 6:2                                                                 | 23′ 47′                                                             | Квалификация ЧЕ-2012                                                |
| 28                                                                  | 11 октября 2011                                                     | Бельгия                                                             | 3:1                                                                 | 30′                                                                 | Квалификация ЧЕ-2012                                                |
| 29                                                                  | 11 ноября 2011                                                      | Украина                                                             | 3:3                                                                 |                                                                     | Товарищеский матч                                                   |
| 30                                                                  | 15 ноября 2011                                                      | Нидерланды                                                          | 3:0                                                                 | 66′                                                                 | Товарищеский матч                                                   |
| 31                                                                  | 29 февраля 2012                                                     | Франция                                                             | 1:2                                                                 |                                                                     | Товарищеский матч                                                   |
| 32                                                                  | 26 мая 2012                                                         | Швейцария                                                           | 3:5                                                                 |                                                                     | Товарищеский матч                                                   |
| 33                                                                  | 31 мая 2012                                                         | Израиль                                                             | 2:0                                                                 |                                                                     | Товарищеский матч                                                   |
| 34                                                                  | 9 июня 2012                                                         | Португалия                                                          | 1:0                                                                 |                                                                     | ЧЕ-2012. Групповой этап                                             |
| 35                                                                  | 13 июня 2012                                                        | Нидерланды                                                          | 2:1                                                                 |                                                                     | ЧЕ-2012. Групповой этап                                             |
| 36                                                                  | 17 июня 2012                                                        | Дания                                                               | 2:1                                                                 |                                                                     | ЧЕ-2012. Групповой этап                                             |
| 37                                                                  | 22 июня 2012                                                        | Греция                                                              | 4:2                                                                 |                                                                     | ЧЕ-2012. 1/8 финала                                                 |
| 38                                                                  | 28 июня 2012                                                        | Италия                                                              | 1:2                                                                 | 90+2′                                                               | ЧЕ-2012. 1/4 финала                                                 |
| 39                                                                  | 15 августа 2012                                                     | Аргентина                                                           | 1:3                                                                 |                                                                     | Товарищеский матч                                                   |
| 40                                                                  | 7 сентября 2012                                                     | Фарерские острова                                                   | 3:0                                                                 | 54′ 71′                                                             | Квалификация ЧМ-2014                                                |
| 41                                                                  | 11 сентября 2012                                                    | Австрия                                                             | 2:1                                                                 | 52′                                                                 | Квалификация ЧМ-2014                                                |
| 42                                                                  | 12 октября 2012                                                     | Ирландия                                                            | 6:1                                                                 | 55′                                                                 | Квалификация ЧМ-2014                                                |
| 43                                                                  | 16 октября 2012                                                     | Швеция                                                              | 4:4                                                                 | 56′                                                                 | Квалификация ЧМ-2014                                                |
| 44                                                                  | 6 февраля 2013                                                      | Франция                                                             | 2:1                                                                 |                                                                     | Товарищеский матч                                                   |
| 45                                                                  | 22 марта 2013                                                       | Казахстан                                                           | 3:0                                                                 |                                                                     | Квалификация ЧМ-2014                                                |
| 46                                                                  | 26 марта 2013                                                       | Казахстан                                                           | 4:1                                                                 |                                                                     | Квалификация ЧМ-2014                                                |
| 47                                                                  | 14 августа 2013                                                     | Парагвай                                                            | 3:3                                                                 |                                                                     | Товарищеский матч                                                   |
| 48                                                                  | 6 сентября 2013                                                     | Австрия                                                             | 3:0                                                                 |                                                                     | Квалификация ЧМ-2014                                                |
| 49                                                                  | 10 сентября 2013                                                    | Фарерские острова                                                   | 3:0                                                                 | 74′                                                                 | Квалификация ЧМ-2014                                                |
| 50                                                                  | 11 октября 2013                                                     | Ирландия                                                            | 3:0                                                                 | 90+1′                                                               | Квалификация ЧМ-2014                                                |
| 51                                                                  | 15 октября 2013                                                     | Швеция                                                              | 5:3                                                                 | 45′                                                                 | Квалификация ЧМ-2014                                                |
| 52                                                                  | 15 ноября 2013                                                      | Италия                                                              | 1:1                                                                 |                                                                     | Товарищеский матч                                                   |
| 53                                                                  | 5 марта 2014                                                        | Чили                                                                | 1:0                                                                 |                                                                     | Товарищеский матч                                                   |
| 54                                                                  | 1 июня 2014                                                         | Камерун                                                             | 2:2                                                                 |                                                                     | Товарищеский матч                                                   |
| 55                                                                  | 6 июня 2014                                                         | Армения                                                             | 6:1                                                                 |                                                                     | Товарищеский матч                                                   |
| 56                                                                  | 16 июня 2014                                                        | Португалия                                                          | 4:0                                                                 |                                                                     | ЧМ-2014. Групповой этап                                             |
| 57                                                                  | 21 июня 2014                                                        | Гана                                                                | 2:2                                                                 |                                                                     | ЧМ-2014. Групповой этап                                             |
| 58                                                                  | 26 июня 2014                                                        | США                                                                 | 1:0                                                                 |                                                                     | ЧМ-2014. Групповой этап                                             |
| 59                                                                  | 30 июня 2014                                                        | Алжир                                                               | 2:1                                                                 | 119′                                                                | ЧМ-2014. 1/8 финала                                                 |
| 60                                                                  | 4 июля 2014                                                         | Франция                                                             | 1:0                                                                 |                                                                     | ЧМ-2014. 1/4 финала                                                 |
| 61                                                                  | 8 июля 2014                                                         | Бразилия                                                            | 7:1                                                                 |                                                                     | ЧМ-2014. 1/2 финала                                                 |
| 62                                                                  | 13 июля 2014                                                        | Аргентина                                                           | 1:0                                                                 |                                                                     | ЧМ-2014. Финал                                                      |
| 63                                                                  | 25 марта 2015                                                       | Австралия                                                           | 2:2                                                                 |                                                                     | Товарищеский матч                                                   |
| 64                                                                  | 29 марта 2015                                                       | Грузия                                                              | 2:0                                                                 |                                                                     | Квалификация ЧЕ-2016                                                |
| 65                                                                  | 10 июня 2015                                                        | США                                                                 | 1:2                                                                 |                                                                     | Товарищеский матч                                                   |
| 66                                                                  | 13 июня 2015                                                        | Гибралтар                                                           | 7:0                                                                 |                                                                     | Квалификация ЧЕ-2016                                                |
| 67                                                                  | 4 сентября 2015                                                     | Польша                                                              | 3:1                                                                 |                                                                     | Квалификация ЧЕ-2016                                                |
| 68                                                                  | 7 сентября 2015                                                     | Шотландия                                                           | 3:2                                                                 |                                                                     | Квалификация ЧЕ-2016                                                |
| 69                                                                  | 8 октября 2015                                                      | Ирландия                                                            | 0:1                                                                 |                                                                     | Квалификация ЧЕ-2016                                                |
| 70                                                                  | 11 октября 2015                                                     | Грузия                                                              | 2:1                                                                 |                                                                     | Квалификация ЧЕ-2016                                                |
| 71                                                                  | 26 марта 2016                                                       | Англия                                                              | 2:3                                                                 |                                                                     | Товарищеский матч                                                   |
| 72                                                                  | 29 марта 2016                                                       | Италия                                                              | 4:1                                                                 | 75′                                                                 | Товарищеский матч                                                   |
| 73                                                                  | 4 июня 2016                                                         | Венгрия                                                             | 2:0                                                                 |                                                                     | Товарищеский матч                                                   |
| 74                                                                  | 12 июня 2016                                                        | Украина                                                             | 2:0                                                                 |                                                                     | ЧЕ-2016. Групповой этап                                             |
| 75                                                                  | 16 июня 2016                                                        | Польша                                                              | 0:0                                                                 |                                                                     | ЧЕ-2016. Групповой этап                                             |
| 76                                                                  | 21 июня 2016                                                        | Северная Ирландия                                                   | 1:0                                                                 |                                                                     | ЧЕ-2016. Групповой этап                                             |
| 77                                                                  | 26 июня 2016                                                        | Словакия                                                            | 3:0                                                                 |                                                                     | ЧЕ-2016. 1/8 финала                                                 |
| 78                                                                  | 2 июля 2016                                                         | Италия                                                              | 1:1 (6:5)                                                           | 65′                                                                 | ЧЕ-2016. 1/4 финала                                                 |
| 79                                                                  | 7 июля 2016                                                         | Франция                                                             | 0:2                                                                 |                                                                     | ЧЕ-2016. 1/2 финала                                                 |
| 80                                                                  | 31 августа 2016                                                     | Финляндия                                                           | 2:0                                                                 | 77′                                                                 | Товарищеский матч                                                   |
| 81                                                                  | 4 сентября 2016                                                     | Норвегия                                                            | 3:0                                                                 |                                                                     | Квалификация ЧМ-2018                                                |
| 82                                                                  | 8 октября 2016                                                      | Чехия                                                               | 3:0                                                                 |                                                                     | Квалификация ЧМ-2018                                                |
| 83                                                                  | 11 октября 2016                                                     | Северная Ирландия                                                   | 2:0                                                                 |                                                                     | Квалификация ЧМ-2018                                                |
| 84                                                                  | 26 марта 2017                                                       | Азербайджан                                                         | 4:1                                                                 |                                                                     | Квалификация ЧМ-2018                                                |
| 85                                                                  | 1 сентября 2017                                                     | Чехия                                                               | 2:1                                                                 |                                                                     | Квалификация ЧМ-2018                                                |
| 86                                                                  | 4 сентября 2017                                                     | Норвегия                                                            | 6:0                                                                 | 10′                                                                 | Квалификация ЧМ-2018                                                |
| 87                                                                  | 10 ноября 2017                                                      | Англия                                                              | 0:0                                                                 |                                                                     | Товарищеский матч                                                   |
| 88                                                                  | 14 ноября 2017                                                      | Франция                                                             | 2:2                                                                 |                                                                     | Товарищеский матч                                                   |
| 89                                                                  | 23 марта 2018                                                       | Испания                                                             | 1:1                                                                 |                                                                     | Товарищеский матч                                                   |
| 90                                                                  | 14 ноября 2017                                                      | Австрия                                                             | 1:2                                                                 | 11′                                                                 | Товарищеский матч                                                   |
| 91                                                                  | 17 июня 2018                                                        | Мексика                                                             | 0:1                                                                 |                                                                     | ЧМ-2018. Групповой этап                                             |
| 92                                                                  | 23 июня 2018                                                        | Республика Корея                                                    | 0:2                                                                 |                                                                     | ЧМ-2018. Групповой этап                                             |

Итого: 92 матча / 23 гола, 63 победы, 14 ничьих, 15 поражений.

## Достижения

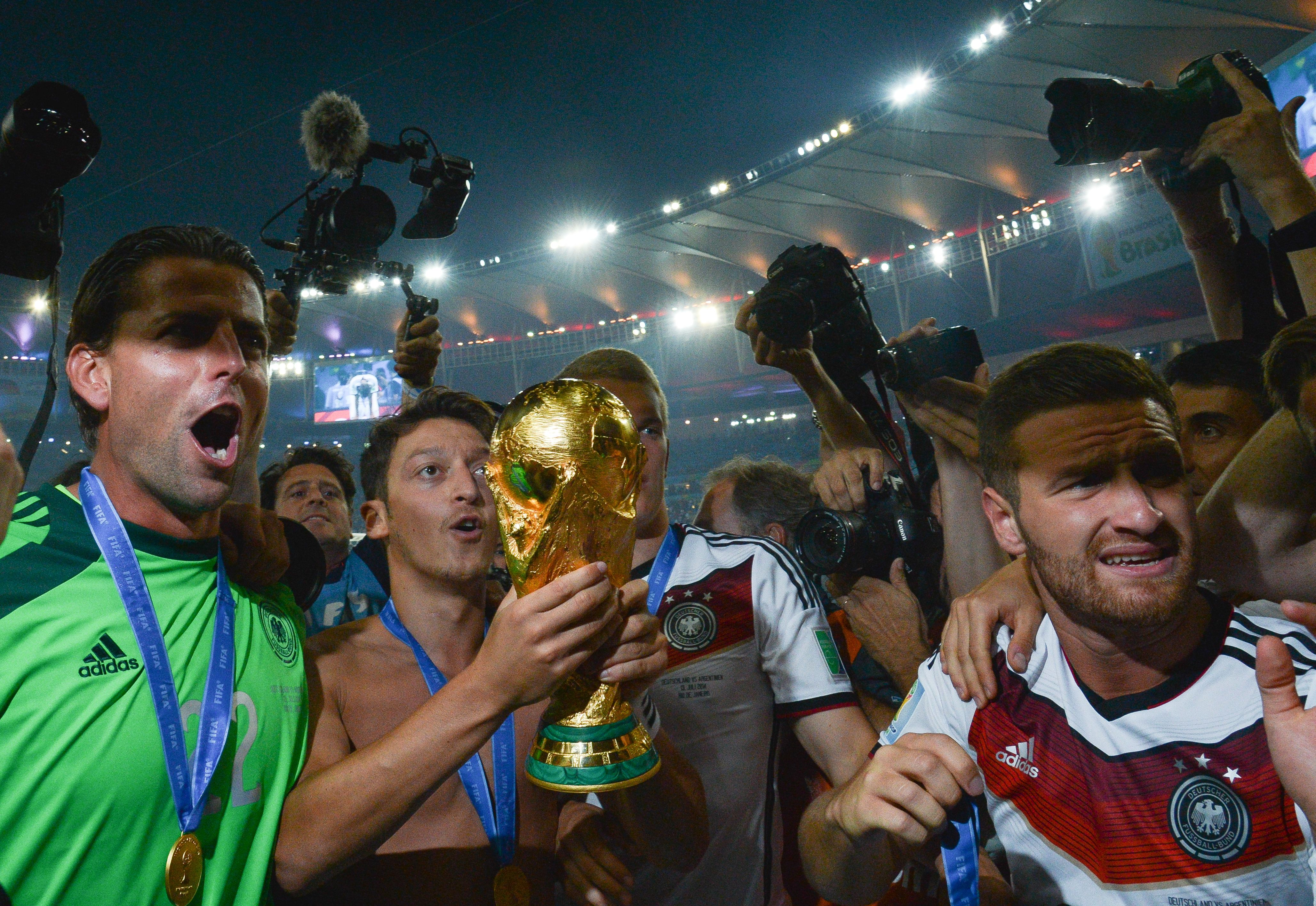
Озиль с Кубком мира после финала чемпионата мира 2014 года

### Командные
«Вердер»
- Обладатель Кубка Германии: 2008/09
- Итого: 1 трофей

«Реал Мадрид»
- Чемпион Испании: 2011/12
- Обладатель Кубка Испании: 2010/11
- Обладатель Суперкубка Испании: 2012
- Итого: 3 трофея

«Арсенал»
- Обладатель Кубка Англии (4): 2013/14, 2014/15, 2016/17, 2019/20[97]
- Обладатель Суперкубка Англии (3): 2014, 2015, 2017
- Итого: 7 трофеев

Сборная Германии (до 21 года)
- Чемпион Европы среди молодёжных команд: 2009

Сборная Германии
- Победитель чемпионата мира: 2014
- Итого: 1 трофей

### Личные
- Лучший игрок сборной Германии (5): 2011, 2012, 2013, 2015, 2016[99][100]
- Входит в состав символической сборной чемпионата Европы 2012 по версии УЕФА[101]
- Команда года по версии УЕФА: 2012, 2013[102][103]
- Лучший ассистент чемпионата мира: 2010
- Лучший ассистент чемпионата Европы 2012 (вместе со Стивеном Джеррардом, Андреем Аршавиным и Давидом Сильвой)[104]
- Лучший ассистент отборочного турнира чемпионата Европы 2012 (вместе с Чельстрёмом)
- Лучший ассистент Лиги чемпионов: 2010/11[105]
- Лучший ассистент Лиги Европы: 2009/10
- Лучший ассистент чемпионата Испании: 2011/12[106]
- Лучший ассистент английской Премьер-лиги: 2015/16[107]
- Лучший ассистент чемпионата Германии: 2009/10[108]
- Лучший ассистент кубка Испании: 2012/13[109]
- Laureus World Sports Awards: 2014